# هرون (آسمان‌خراش)
هرون (انگلیسی: The Heron) یک آسمان‌خراش در شهر لندن، انگلستان است.
ساخت و ساز این ساختمان در سال ۲۰۱۰ شروع شد و در سال ۲۰۱۳ به پایان رسید. تعداد طبقاتش ۳۵ و ارتفاع آن ۱۱۲ متر است.